# Rheum sublanceolatum
Rheum sublanceolatum C.Y. Cheng & T.C. Kao – gatunek rośliny z rodziny rdestowatych (Polygonaceae Juss.). Występuje naturalnie w Chinach – w prowincjach Gansu i Qinghai oraz regionie autonomicznym Sinciang. 

## Morfologia
PokrójBylina dorastająca do 30–55 cm wysokości.
LiścieMają kształt od owalnego do lancetowatego. Mierzą 5–15 cm długości oraz 3,5–5 cm szerokości. Są skórzaste. Blaszka liściowa jest całobrzega, o zaokrąglonej nasadzie i ostrym wierzchołku. Ogonek liściowy jest owłosiony i osiąga 3–6 cm długości. Gatka jest błoniasta.
KwiatyZebrane w wiechy przypominające kłosy, o długości 18–25 cm, rozwijają się na szczytach pędów. Listki okwiatu mają eliptyczny kształt i mierzą 2 mm długości.
OwoceMają jajowato elipsoidalny kształt, osiągają 8–9 mm długości.

## Biologia i ekologia
Rośnie na terenach skalistych. Występuje na wysokości od 2400 do 3000 m n.p.m. Kwitnie w czerwcu.